# Grand Prix schansspringen 2011
De Grand Prix schansspringen 2011 ging op 17 juli 2011 van start in het Poolse Wisła en eindigde op 3 oktober 2011 in het Duitse Klingenthal. De Grand Prix bestond dit seizoen uit elf individuele wedstrijden en twee wedstrijden voor landenteams. De Oostenrijker Thomas Morgenstern wist de Grand Prix op zijn naam te schrijven.

## Uitslagen en standen

### Kalender
| Datum                 | Plaats                | Schans                | Opmerking             | Eerste                                                                          | Tweede                                                                | Derde                                                              |
| --------------------- | --------------------- | --------------------- | --------------------- | ------------------------------------------------------------------------------- | --------------------------------------------------------------------- | ------------------------------------------------------------------ |
| Polen-Tour            |                       |                       |                       |                                                                                 |                                                                       |                                                                    |
| 17/07/2011            | Wisła                 | HS134                 |                       | Thomas Morgenstern                                                              | Pavel Karelin                                                         | Gregor Schlierenzauer                                              |
| 20/07/2011            | Szczyrk               | HS106                 | Avond                 | Thomas Morgenstern                                                              | Gregor Schlierenzauer                                                 | Kamil Stoch                                                        |
| 22/07/2011            | Zakopane              | HS134                 | Team Avond            | Oostenrijk Wolfgang Loitzl Martin Koch Gregor Schlierenzauer Thomas Morgenstern | Duitsland Martin Schmitt Stephan Hocke Richard Freitag Severin Freund | Rusland Denis Kornilov Dmitri Ipatov Ilja Rosliakov Pavel Karelin  |
| 23/07/2011            | Zakopane              | HS134                 | Avond                 | Thomas Morgenstern                                                              | Gregor Schlierenzauer                                                 | Kamil Stoch                                                        |
| Eindstand Polen-Tour: | Eindstand Polen-Tour: | Eindstand Polen-Tour: | Eindstand Polen-Tour: | Thomas Morgenstern                                                              | Gregor Schlierenzauer                                                 | Kamil Stoch                                                        |
| 06/08/2011            | Hinterzarten          | HS108                 | Team Avond            | Oostenrijk Andreas Kofler Michael Hayböck Manuel Fettner Thomas Morgenstern     | Polen Maciej Kot Piotr Żyła Dawid Kubacki Kamil Stoch                 | Noorwegen Rune Velta Kenneth Gangnes Johan Remen Evensen Tom Hilde |
| 07/08/2011            | Hinterzarten          | HS108                 |                       | Thomas Morgenstern                                                              | Kamil Stoch                                                           | Richard Freitag                                                    |
| 12/08/2011            | Courchevel            | HS132                 | Avond                 | Thomas Morgenstern                                                              | Richard Freitag                                                       | Kamil Stoch                                                        |
| 14/08/2011            | Einsiedeln            | HS117                 |                       | Kamil Stoch                                                                     | Thomas Morgenstern                                                    | Rune Velta                                                         |
| 26/08/2011            | Hakuba                | HS131                 | Avond                 | Tom Hilde                                                                       | Piotr Żyła                                                            | Taku Takeuchi                                                      |
| 27/08/2011            | Hakuba                | HS131                 | Avond                 | Tom Hilde                                                                       | Piotr Żyła                                                            | Taku Takeuchi                                                      |
| 30/08/2011            | Almaty                | HS140                 | Avond                 | Jurij Tepeš                                                                     | Jure Šinkovec                                                         | Anders Fannemel                                                    |
| 01/10/2011            | Hinzenbach            | HS94                  |                       | Gregor Schlierenzauer                                                           | Daiki Ito                                                             | Roman Koudelka                                                     |
| 03/10/2011            | Klingenthal           | HS140                 | Avond                 | Kamil Stoch                                                                     | Gregor Schlierenzauer                                                 | Roman Koudelka                                                     |

### Eindstand
| #  | Atleet                | Land | Punten |
| -- | --------------------- | ---- | ------ |
| 1  | Thomas Morgenstern    | AUT  | 620    |
| 2  | Kamil Stoch           | POL  | 505    |
| 3  | Tom Hilde             | NOR  | 443    |
| 4  | Gregor Schlierenzauer | AUT  | 400    |
| 5  | Piotr Żyła            | POL  | 298    |
| 6  | Taku Takeuchi         | JPN  | 281    |
| 7  | Richard Freitag       | GER  | 265    |
| 8  | Pavel Karelin         | RUS  | 256    |
| 9  | Maciej Kot            | POL  | 222    |
| 10 | Severin Freund        | GER  | 216    |